# Голованівський Сава Овсійович
Сава Овсійович Голованівський (нар. 16 (29) травня 1910, с. Єлизаветградка, нині селище Гайдамацьке Кропивницького району Кіровоградської області — 2 травня 1989) — український письменник (поет, драматург, прозаїк, перекладач).

## Життєпис
Народився в сім'ї мірошника. За походженням — єврей. Після семирічки закінчив профтехшколу. В 1927—1929 навчався в Одеському сільськогосподарському інституті, у 1929—1930 — в Харківському сільськогосподарському інституті.
Учасник радянсько-німецької війни: був військовим кореспондентом газет «Красная Армия» та «За честь Батьківщини». Двічі поранений. 1942 став членом ВКП(б).
Син Костянтин Голованівський — доктор фізико-математичних наук.

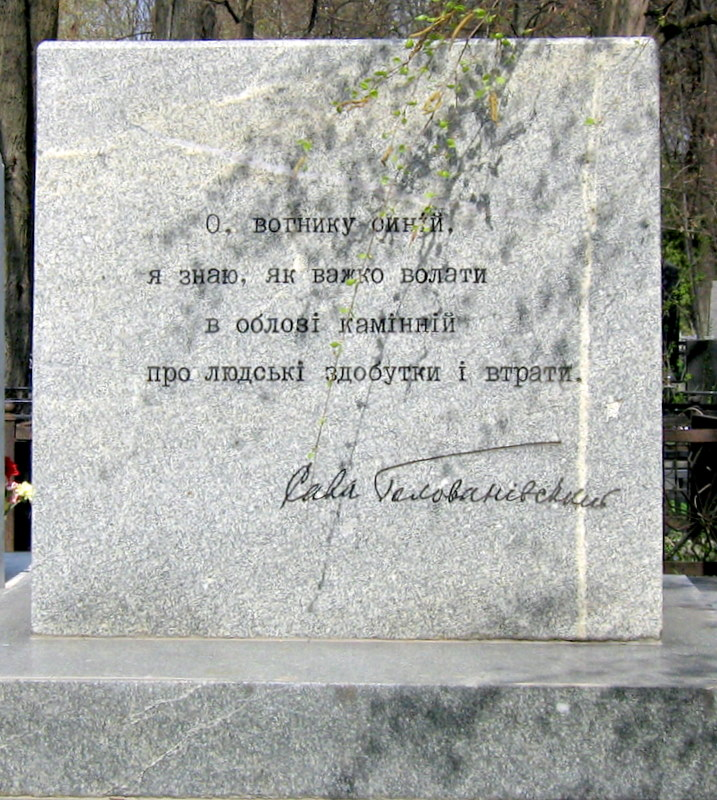
Надгробок Сави Голованівського на Байковому кладовищі в Києві

У Києві мешкав у будинку письменників Роліт, де йому встановлено пам'ятну дошку. Помер на 79-му році життя 2 травня 1989 року. Похований в Києві на Байковому кладовищі (ділянка № 33, 50°25′2.6″ пн. ш. 30°30′5.11″ сх. д. / 50.417389° пн. ш. 30.5014194° сх. д.). 1990 року на могилі встановлено монументальний пам'ятник. Це плита, а над нею квадратна стела з янцівського каменю. На стелі викарбувано напис:
|  | О вогнику синій, Я знаю, як важко волати В облозі камінній Про людські здобутки і втрати |

Під цими словами Голованівського викарбувано його автограф. З тильного боку стели напис: «Сава Голованівський. 1910—1989». Автори пам'ятника — Володимир Мельниченко та Ада Рибачук.

## Творче життя
Друкуватися почав 1926, перша збірка віршів «Кіньми залізними» побачила світ 1927.
Серед перекладів особливої уваги варте блискуче тлумачення поеми «Дон Жуан» Дж. Байрона (1985).
1934 був делегатом першого Всесоюзного з'їзду письменників у Москві.
Окремі твори Голованівського перекладено російською, польською, чеською, словацькою, німецькою, англійською та іншими мовами.
На сюжет п'єси Голованівського «Поетова доля» композитор Володимир Йориш написав оперу «Шевченко» (поставлено 1940 Київським театром опери та балету).
Про творчість Голованівського писали Микола Бажан, Елеонора Соловей, Петро Гуріненко.

## Твори
- Збірки віршів:
  - «Кіньми залізними» (1927),
  - «Одверто» (1929),
  - «Василь Найда» (1930),
  - «Fronte unico» (1931),
  - «Рапортую» (1931),
  - «Книга поем» (1932),
  - «Так починається пісня» (1932),

Меморіальна дошка у Києві на будинку Роліт

  - Віршований роман «Фронтовики» (1933),
  - «Тисяча друзів» (1933),
  - «Дружба мого покоління» (1934),
  - «Зустріч Марії» (1935),
  - «Перша книга» (1936),
  - «Книга визнань» (1940),
  - «З листів про дорогу» (1940),
  - «Пісня про мою Україну» (1942),
  - «Книга воїнів» (1943),
  - «Дорога» (1946),
  - «Близьке й далеке» (1948),
  - «Дві поеми» (1957),
  - «Нові поезії» (1958),
  - «Літа» (1960),
  - «35 літ» (1963),
  - «Клени» (1967),
  - «Досвід» (1970),
  - «Люстро» (1971),
  - «Біографія берези» (1974),
  - «Синій птах» (1980),
  - «Вічний вогонь» (1986).
  - «Поезії» (1990)
- Книги п'єс:
  - «Смерть леді Грей» (1934),
  - «Марія» (1936),
  - «Осінь двадцятого» (1938),
  - «Поетова доля» (1939),
  - «Сонячна сторона» (1955),
  - «Драми» (1956),
  - «Перший грім» (1957),
  - «Дальня луна» (1961),
  - «Істина дорожча» (1962),
  - «Тінь минулого дня» (1967),
  - «П'єси» (1973).
- Романи:
  - «Тополя на тому березі» (1965),
  - «Корсунь» (1972).
- Книги статей:
  - «Часопис» (1968),
  - «Від нашого кореспондента» (1977).
- Переклади:
  - Дж. Г. Байрон. Дон Жуан (1985, 2001)
  - В.Гюго. Рюї Блаз (1948)
  - Спогади: Меморіал (1988)

## Нагороди
- Орден Червоного Прапора, два ордени Вітчизняної війни другого ступеня, медалі.
- Почесна грамота Президії Верховної Ради УРСР.